# Réserve naturelle des landes de Racquinghem
La réserve naturelle des Landes de Racquinghem est une des 4 réserves naturelles volontaires (devenues réserves naturelles régionales) du Plateau d'Helfaut, dans la Région Nord-Pas-de-Calais. Déclassée à la suite de la loi Démocratie de proximité de 2002, elle fait désormais partie de la Réserve naturelle régionale du plateau des landes.
Cet article fait partie d’une série d’articles sur les sites naturels de France et la conservation de la nature. 

## Localisation
- Plateau d'Helfaut (limite-Est), dans le département du Pas-de-Calais, France

### Communes concernées
Racquinghem

## Géologie

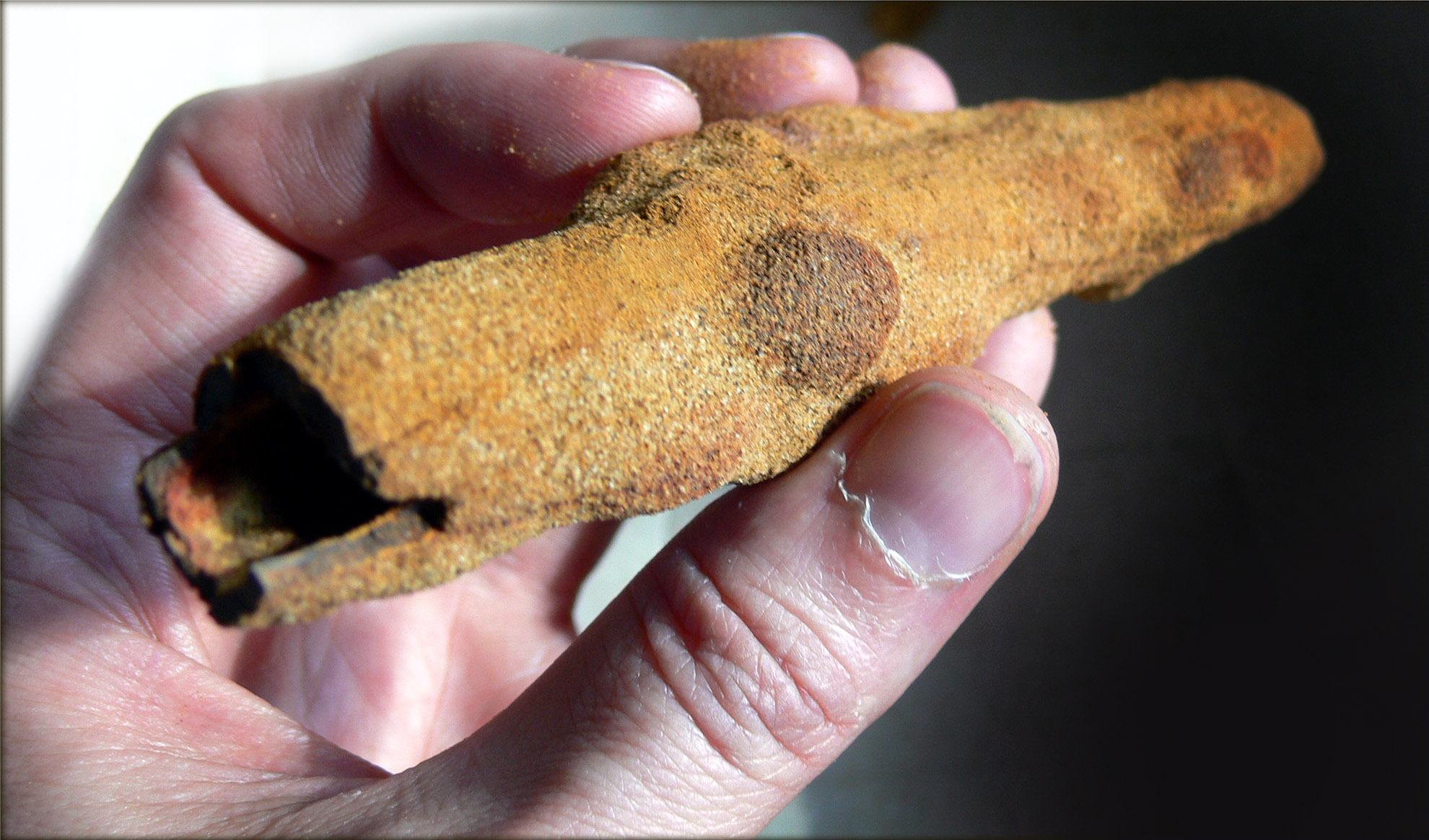
structure naturelle gréseuse et ferrugineuse en forme de racine creuse et ramifié, avec formes de nodules, trouvée dans les couches de sable du Plateau à environ 2 m sous le niveau du sol lors du creusement de la VNVA (Voie nouvelle de la vallée de l'Aa) en déblai-remblai. La forme de ces structures évoque des racines fossiles ou des galeries animales fossilisées, mais il pourrait aussi s'agir d'une structure laissée par la foudre. Certains de ces "tuyaux" contiennent un sable très blanc. Origine à confirmer

Le plateau d'Helfaut a une histoire géologique très originale, encore mal comprise. 